# France aux Jeux olympiques d'hiver de 1992
Cet article contient des informations sur la participation et les résultats de la France aux Jeux olympiques d'hiver de 1992 à Albertville en France.
L'équipe de France olympique  a remporté 9 médailles (3 en or, 5 en argent, 1 en bronze), se situant à la 7e place des nations au tableau des médailles.

## Bilan général
| Place | Sport               | Médaille d'or, Jeux olympiques | Médaille d'argent, Jeux olympiques | Médaille de bronze, Jeux olympiques | Total |
| ----- | ------------------- | ------------------------------ | ---------------------------------- | ----------------------------------- | ----- |
| 1     | Ski acrobatique     | 1                              | 1                                  | 0                                   | 2     |
| 1     | Combiné nordique    | 1                              | 1                                  | 0                                   | 2     |
| 3     | Biathlon            | 1                              | 0                                  | 0                                   | 1     |
| 4     | Ski alpin           | 0                              | 2                                  | 1                                   | 3     |
| 5     | Patinage artistique | 0                              | 1                                  | 0                                   | 1     |
| Total | Total               | 3                              | 5                                  | 1                                   | 9     |

## Liste des médaillés français

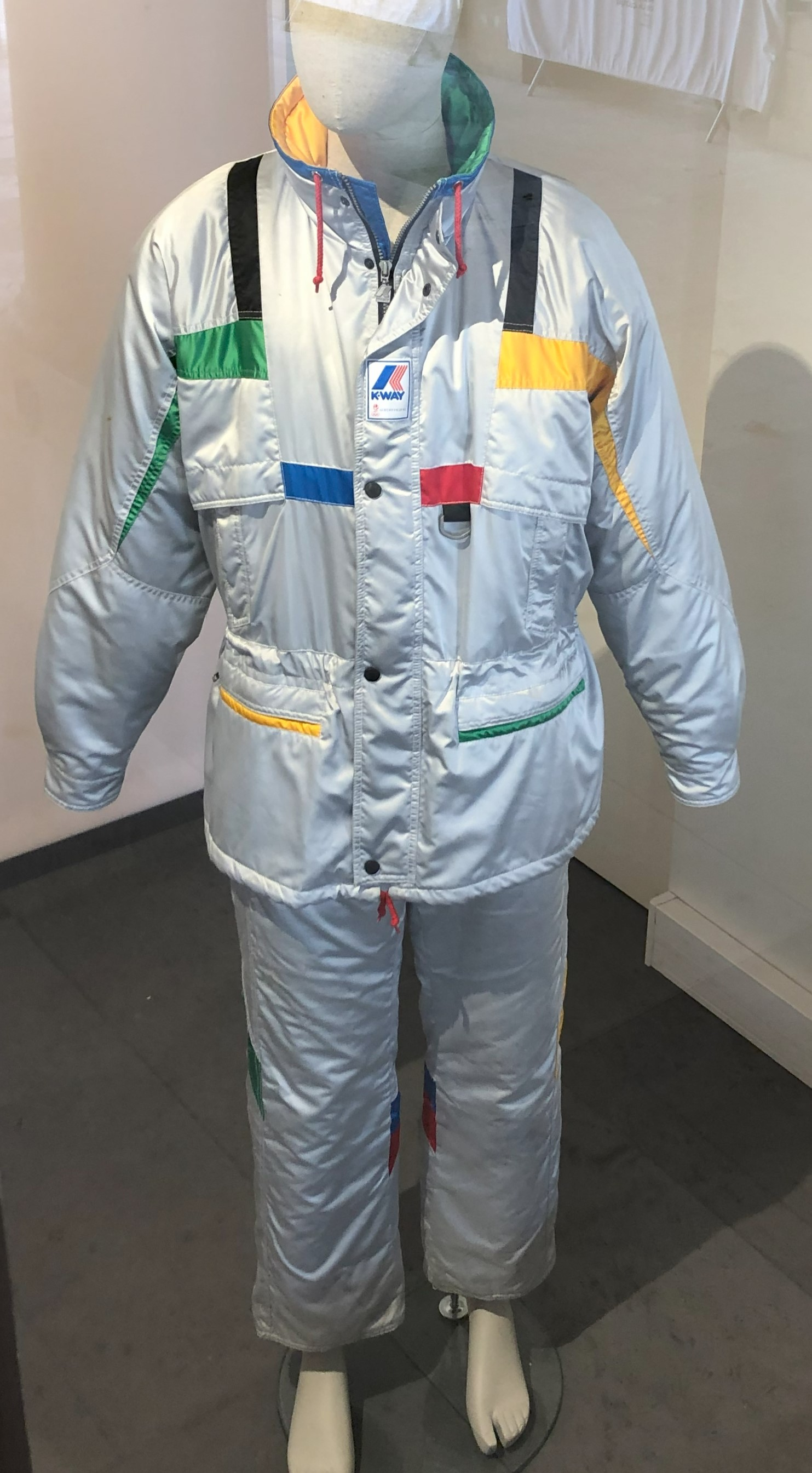
Tenue officielle de la délégation française

### Médailles d'or
| Sport              | Discipline     | Sportifs                                      | Performance |
| Médailles d'or : 3 |                |                                               |             |
| Biathlon           | 3 x 7,5 km (F) | Anne Briand Véronique Claudel Corinne Niogret |             |
| Combiné nordique   | Hommes         | Fabrice Guy                                   |             |
| Ski acrobatique    | Bosses (H)     | Edgar Grospiron                               |             |

### Médailles d'argent
| Sport                  | Discipline      | Sportifs                          | Performance |
| Médailles d'argent : 5 |                 |                                   |             |
| Combiné nordique       | Hommes          | Sylvain Guillaume                 |             |
| Patinage artistique    | Danse           | Isabelle Duchesnay Paul Duchesnay |             |
| Ski acrobatique        | Bosses (H)      | Olivier Allamand                  |             |
| Ski alpin              | Super-géant (F) | Carole Merle                      |             |
| Ski alpin              | Descente (H)    | Franck Piccard                    |             |

### Médailles de bronze
| Sport                   | Discipline  | Sportifs         | Performance |
| Médailles de bronze : 1 |             |                  |             |
| Ski alpin               | Combiné (F) | Florence Masnada |             |

## Engagés français par sport

### Hockey sur glace
- Jean-Marc Djian
- Fabrice Lhenry
- Petri Ylönen
- Stéphane Botteri
- Gérald Guennelon
- Michel Leblanc
- Jean-Philippe Lemoine
- Denis Perez
- Serge Poudrier
- Bruno Saunier
- Peter Almasy
- Mickaël Babin
- Stéphane Barin
- Philippe Bozon
- Arnaud Briand
- Yves Crettenand
- Patrick Dunn
- Benoît Laporte
- Pascal Margerit
- Christian Pouget
- Pierre Pousse
- Antoine Richer
- Christophe Ville

- Entraîneur : Kjell Larsson

### Patinage de vitesse sur piste courte
- Gaëlle Deléglise[1]
- Laure Drouet